# Rafael Schächter
Rafael Schächter (25 mei 1905, Brăila, Roemenië - 1944/1945 bij de evacuatie van het concentratiekamp Auschwitz) was een Roemeens/Tsjecho-Slowaakse pianist, componist en dirigent van Joodse oorsprong. Hij was een belangrijke pionier en organisator van het aanvankelijk verboden en later als propaganda misbruikte culturele leven in het getto Theresienstadt.

## Biografie
Rafael Schächter werd in Roemenië geboren. Na de Eerste Wereldoorlog reisde hij in 1919 af naar Brno om compositie en piano te studeren aan het conservatorium, onder anderen bij Vilém Kurz. Na 1920 volgde hij Kurz naar Praag, waar hij aan het conservatorium van Praag zijn pianostudie afsloot en met succes een dirigent-opleiding bij Pavel Dědeček volgde. Vanaf 1934 werkte hij bij het avant-garde theater Déčko van Emil František Burian. In 1937 stichtte Schächter zijn eigen ensemble: Komorní (Tsjechisch voor kamer) Opera, waarmee hij minder bekende kamermuziek uit de barok speelde. Nadat Tsjechië, onder de naam Protectoraat Bohemen en Moravië, op 15 november 1939 door Duitsland was bezet, werd Schächter door de nazi's gedwongen zijn muzikale activiteiten tot privélessen en huisconcerten te beperken.
Op 30 november 1941 werd Schächter naar het getto Theresienstadt gedeporteerd.
Onder meer om de moraal van de gevangenen te versterken ging Schächter, Raffie voor zijn medegevangenen, muziekuitvoeringen organiseren met Karel Ančerl, Gideon Klein en anderen. Een naar binnen gesmokkelde piano werd in de barak geplaatst en een koor werd samengesteld. Schächter studeerde met hen onder meer Prodaná nevěsta (De Verkochte Bruid) van Smetana in. Hierna volgden Mozarts opera's Le nozze di Figaro en Die Zauberflöte en Smetana's Hubička (De Kus). Hij verzorgde verder de uitvoering van meerdere Tsjechische werken en Mozartopera's, die hij soms zelf aan de piano begeleidde.

### Het Requiem

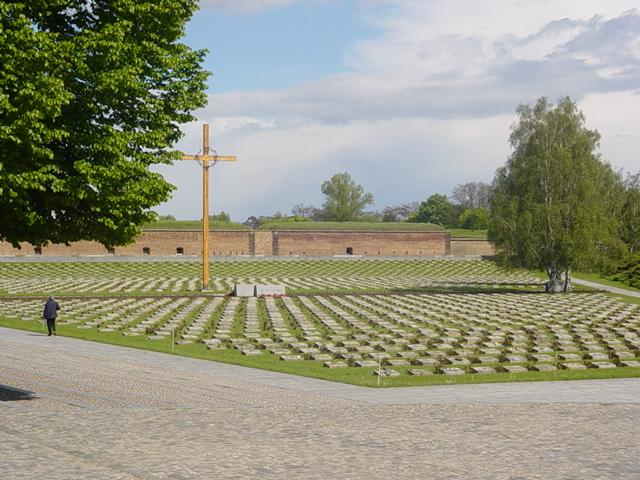
Requiem aeternam dona eis
(geef hun eeuwige rust)
Gedenkstenen bij huidige ingang Theresienstadt

Zijn pièce de résistance en het hoogtepunt van het culturele leven in Theresienstadt was het Requiem van Verdi.
Aanvankelijk kwam Rafael Schächter in conflict met de Joodse intellectuele gevangenen die verzochten om oratoria met Joodse thematiek in te studeren omdat alleen in Theresienstadt deze elders verboden stukken uitgevoerd konden worden. Schächter was ervan overtuigd dat zelfs hier, in het concentratiekamp voor Joden, de vervlechting der culturele inspanningen van Joodse kunstenaars met de cultuurtraditie van het Westen, die uit het christendom voortkwam, zich moest manifesteren.
In september 1943 kreeg Schächter bevel van de SS om het Requiem te dirigeren. Hij bracht een koor van ongeveer 120 zangers en vier solisten bij elkaar. Vlak na de succesvolle première werden het hele koor en de musici naar Auschwitz gedeporteerd en in de gaskamers vermoord, alleen de dirigent en de solozangers bleven gespaard. Schächter vormde opnieuw een groot koor van 120 mensen om het werk nog een keer uit te voeren. In december 1943, enige weken na de uitvoering, werd ook dit koor naar het oosten gedeporteerd. Schächter was gedwongen voor de derde maal zangers en musici te rekruteren. Deze laatste veel kleinere groep gaf vijftien uitvoeringen.
Voor een bezoek van een commissie van het Internationaal Comité van het Rode Kruis op 23 juni 1944 vroeg de SS aan Schächter om Verdi’s Requiem nog een keer op te voeren voor deze delegatie en begeleidende SS-officieren, onder wie Adolf Eichmann, zijn adjudant Ernst Mösh en Hans Günther, de leider van het Zentralamt zur Regelung der Judenfrage (Centraal-bureau voor de regeling van het Joodse vraagstuk). Volgens Josef Bor zou Eichmann het zingen van het Requiem door de Joodse gevangenen een ironische daad hebben gevonden, omdat de Joden hiermee hun eigen dodenmis zongen. Schächters koor zong onder meer Verdi’s beroemde Dies Irae over de dag der gramschap.
Een van de overlevende koorleden, Marianka Zadikow May, vertelde dat de toehoorders werd toegezongen:
Er zal een laatste dag zijn en jullie zullen je fouten moeten toegeven en de vragen voor de rechters moeten beantwoorden. De Almachtige zit op zijn troon en zal je bevragen. Wat ga je doen? We waarschuwen je! We waarschuwen je nu! Stop ermee!
In april 2005 schreef en dirigeerde de Amerikaanse dirigent Murry Sidlin Defiant Requiem: Verdi in Theresienstadt om Rafael Schächter te eren.
"Ik moest het verhaal vertellen", verklaarde Sidlin "van een onbekende held: Rafael Schächter, die een gepassioneerde dirigent was, iemand die risico's nam en een man die gemotiveerd was om via de muziek de mensheid te dienen." In Sidlins uitvoering traden de kamp-overlevenden Edgar Krasa, Marianka Zadikow-May, en Eva Rocek, een zangeres van het koor van Schächter op.
Op 23 juni 2022, 78 jaar na het concert voor de Rode-Kruiscommissie, zond de NOS Defiant Requiem uit, dat Sidlin enkele dagen daarvoor dirigeerde in de Beurs van Berlage, uitgevoerd door het Radio Filharmonisch Orkest, het Nederlands Concertkoor en vier internationale solisten.

### Deportatie
Op 16 oktober 1944 werd Rafael Schächter onder transportnummer 943 met duizend andere gevangenen naar het het vernietigingskamp Auschwitz gedeporteerd. Later, tijdens de evacuatie van Auschwitz, zou hij bij een van de dodenmarsen om het leven zijn gekomen. Volgens andere bronnen werd Rafael Schächter twee dagen later in de gaskamers vermoord.